# Lee Seung-woo
Lee Seung-woo (Suwon, 6 januari 1998) is een Zuid-Koreaans voetballer die doorgaans speelt als vleugelspeler. In juli 2024 verruilde hij Suwon voor Jeonbuk Motors. Lee maakte in 2018 zijn debuut in het Zuid-Koreaans voetbalelftal.

## Clubcarrière
Lee speelde in de jeugd van Incheon United en maakte in 2011 de overstap naar de opleiding van Barcelona. Hier kwam hij niet tot een optreden in het eerste elftal en in de zomer van 2017 trok Hellas Verona hem aan voor circa anderhalf miljoen euro. Bij de Italiaanse club zette de Zuid-Koreaan zijn handtekening onder een verbintenis voor de duur van vier seizoenen. Barcelona verzekerde zich wel van het recht om de aanvaller tot 2019 voor een afgesproken bedrag over te kunnen nemen. Lee maakte zijn debuut voor Hellas op 24 september 2017, toen door twee treffers van Ciro Immobile en een van Adam Marušić met 0–3 verloren werd van Lazio. Lee mocht van coach Fabio Pecchia twintig minuten voor tijd invallen voor Mattia Valoti. Zijn eerste doelpunt volgde op 5 mei 2018. Namens AC Milan hadden Hakan Çalhanoğlu, Patrick Cutrone en Ignazio Abate al gescoord, toen Lee vijf minuten voor tijd iets terugdeed. Via Fabio Borini werd het uiteindelijk 4–1. Aan het einde van het seizoen 2017/18 degradeerde Hellas uit de Serie A. Lang duurde het verblijf van Hellas Verona in de Serie B niet, want na amper één seizoen promoveerde de club via de nacompetitie weer naar de hoogste klasse.
Lee keerde echter niet terug mee naar de Serie A want na afloop van het seizoen 2018/19 verhuisde hij naar de Belgische eersteklasser Sint-Truiden. Deze club verhuurde hem in februari 2021 voor een half seizoen aan Portimonense. Eind 2021 verliet hij Sint-Truiden. Na ruim een maand zonder werkgever, tekende hij voor Suwon. Bij Suwon maakte hij achtereenvolgens veertien en tien competitietreffers, waarna hij in een half seizoen er nog tien maakte. Hierop stapte Lee in de zomer van 2024 transfervrij over naar Jeonbuk Motors.

## Clubstatistieken
| Seizoen | Club           | Competitie      | Competitie | Competitie | Beker | Beker | Internationaal | Internationaal | Totaal | Totaal |
| Seizoen | Club           | Competitie      | Wed.       | Dlp.       | Wed.  | Dlp.  | Wed.           | Dlp.           | Wed.   | Dlp.   |
| ------- | -------------- | --------------- | ---------- | ---------- | ----- | ----- | -------------- | -------------- | ------ | ------ |
| 2017/18 | Hellas Verona  | Serie A         | 14         | 1          | 2     | 0     | —              | —              | 16     | 1      |
| 2018/19 | Hellas Verona  | Serie B         | 26         | 1          | 1     | 0     | —              | —              | 27     | 1      |
| 2019/20 | Sint-Truiden   | Eerste klasse A | 4          | 0          | 0     | 0     | —              | —              | 4      | 0      |
| 2020/21 | Sint-Truiden   | Eerste klasse A | 13         | 2          | 0     | 0     | —              | —              | 13     | 2      |
| 2020/21 | → Portimonense | Primeira Liga   | 4          | 0          | 0     | 0     | —              | —              | 4      | 0      |
| 2021/22 | Sint-Truiden   | Eerste klasse A | 0          | 0          | 0     | 0     | —              | —              | 0      | 0      |
| 2022    | Suwon          | K-League        | 35         | 14         | 0     | 0     | —              | —              | 35     | 14     |
| 2023    | Suwon          | K-League        | 32         | 10         | 1     | 0     | —              | —              | 33     | 10     |
| 2024    | Suwon          | K-League        | 18         | 10         | 0     | 0     | —              | —              | 18     | 10     |
| 2024    | Jeonbuk Motors | K-League        | 1          | 0          | 0     | 0     | —              | —              | 1      | 0      |
| Totaal  | Totaal         | Totaal          | 148        | 38         | 4     | 0     | 0              | 0              | 152    | 38     |

Bijgewerkt op 28 juli 2024.

## Interlandcarrière
Lee maakte zijn debuut in het Zuid-Koreaans voetbalelftal op 28 mei 2018, toen met 2–0 gewonnen werd van Honduras door treffers van Son Heung-min en Moon Seon-min. Lee mocht van bondscoach Shin Tae-yong als basisspeler aan het duel beginnen en hij werd vijf minuten voor tijd gewisseld voor Park Joo-ho. De andere debutanten dit duel waren Moon (Incheon United) en Oh Ban-suk (Jeju United). Lee werd in juni 2018 door Shin opgenomen in de selectie van Zuid-Korea voor het wereldkampioenschap in Rusland. Hier werd de selectie in de groepsfase uitgeschakeld. Zuid-Korea verloor van achtereenvolgens Zweden (0–1) en Mexico (1–2), maar won in het afsluitende groepsduel met 2–0 van titelverdediger Duitsland. Lee mocht tegen Zweden en Mexico als invaller opdraven. Ook op de AFC Asian Cup 2019 kwam Lee tweemaal in actie: in de achtste finale tegen Bahrein (2-1 na verlengingen) en in de kwartfinale tegen de latere eindwinnaar Qatar (0-1).
| Interlands van Lee Seung-woo voor Zuid-Korea | Interlands van Lee Seung-woo voor Zuid-Korea | Interlands van Lee Seung-woo voor Zuid-Korea | Interlands van Lee Seung-woo voor Zuid-Korea | Interlands van Lee Seung-woo voor Zuid-Korea | Interlands van Lee Seung-woo voor Zuid-Korea | Interlands van Lee Seung-woo voor Zuid-Korea |
| №                                            | Datum                                        | Wedstrijd                                    | Uitslag                                      | Competitie                                   | Goals                                        |                                              |
| Als speler bij Hellas Verona                 | Als speler bij Hellas Verona                 | Als speler bij Hellas Verona                 | Als speler bij Hellas Verona                 | Als speler bij Hellas Verona                 | Als speler bij Hellas Verona                 | Als speler bij Hellas Verona                 |
| -------------------------------------------- | -------------------------------------------- | -------------------------------------------- | -------------------------------------------- | -------------------------------------------- | -------------------------------------------- | -------------------------------------------- |
| 1                                            | 28 mei 2018                                  | Zuid-Korea – Honduras                        | 2 – 0                                        | Vriendschappelijk                            |                                              |                                              |
| 2                                            | 1 juni 2018                                  | Zuid-Korea – Bosnië en Herzegovina           | 1 – 3                                        | Vriendschappelijk                            |                                              |                                              |
| 3                                            | 7 juni 2018                                  | Zuid-Korea – Bolivia                         | 0 – 0                                        | Vriendschappelijk                            |                                              |                                              |
| 4                                            | 11 juni 2018                                 | Zuid-Korea – Senegal                         | 0 – 2                                        | Vriendschappelijk                            |                                              |                                              |
| 5                                            | 18 juni 2018                                 | Zweden – Zuid-Korea                          | 1 – 0                                        | WK 2018                                      |                                              |                                              |
| 6                                            | 23 juni 2018                                 | Zuid-Korea – Mexico                          | 1 – 2                                        | WK 2018                                      |                                              |                                              |
| 7                                            | 7 september 2018                             | Zuid-Korea – Costa Rica                      | 2 – 0                                        | Vriendschappelijk                            |                                              |                                              |
| 8                                            | 22 januari 2019                              | Zuid-Korea – Bahrein                         | 2 – 1                                        | AK 2019                                      |                                              |                                              |
| 9                                            | 25 januari 2019                              | Zuid-Korea – Qatar                           | 0 – 1                                        | AK 2019                                      |                                              |                                              |
| 10                                           | 22 maart 2019                                | Zuid-Korea – Bolivia                         | 1 – 0                                        | Vriendschappelijk                            |                                              |                                              |
| 11                                           | 11 juni 2019                                 | Zuid-Korea – Iran                            | 1 – 1                                        | Vriendschappelijk                            |                                              |                                              |

Bijgewerkt op 28 juli 2024.